# Accouchement non assisté
Pour les articles homonymes, voir ANA.

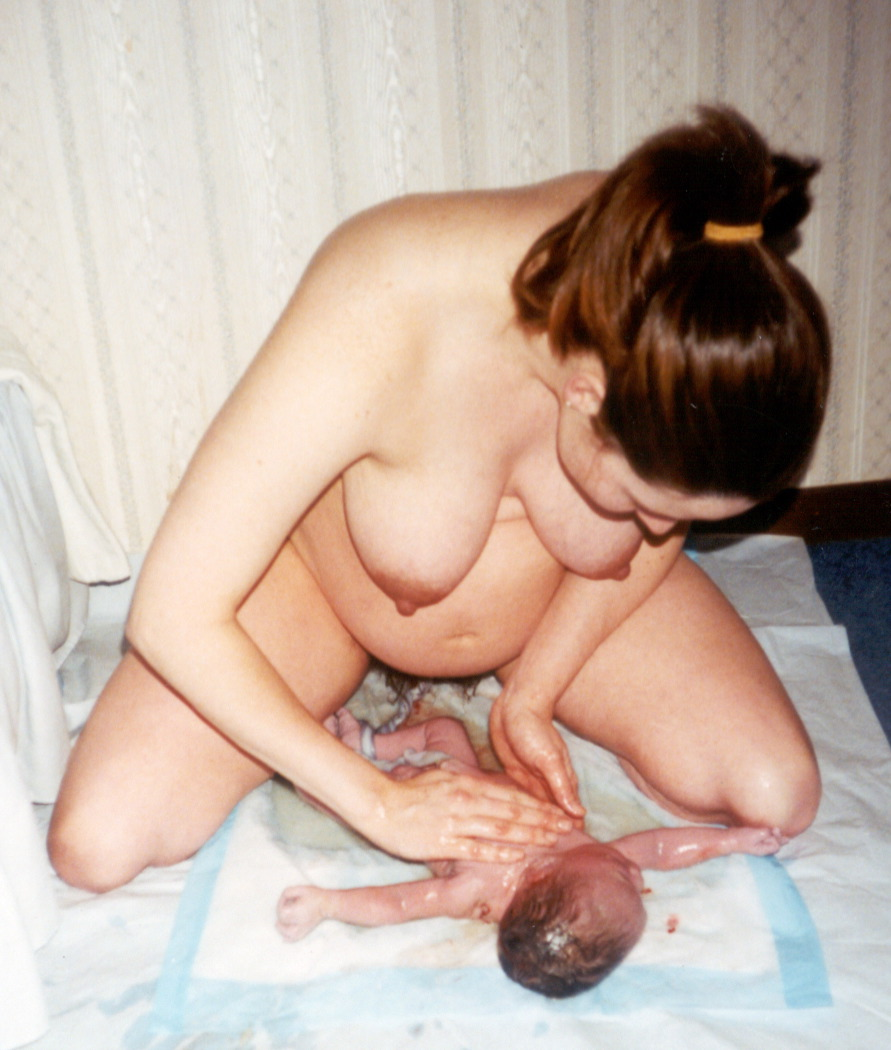
Accouchement non assisté à la maison.

Un accouchement non assisté (ANA) est un accouchement non médicalement assisté, c'est-à-dire en l'absence de personnel de la profession médicale tels que sage-femme, obstétricien, gynécologue, ou médecin généraliste. Dans le monde moderne, une telle naissance se passe le plus souvent à la maison, c'est donc aussi une forme d’accouchement à domicile mais pas un accouchement assisté à domicile.

## Histoire
Avant l'essor de la médecine, les accouchements se déroulaient au domicile de parturiente. C'est encore le cas aujourd'hui dans les régions du monde peu touchées par la modernisation. On parle alors d'accouchements « traditionnels ».
Le concept d'accouchement non assisté est apparu dans les pays occidentaux après la généralisation des accouchements en milieu hospitalier), dans le prolongement des initiatives en faveur de l'accouchement naturel (Grantly Dick-Read, Robert A. Bradley (en)) et de l'accouchement sans douleur (Fernand Lamaze).
Il y a, aux États-Unis, des partisanes influentes, comme Jeannine Parvati Baker (en), de l'accouchement non assisté. Elles ont expérimenté ce type d'accouchement, écrit des livres sur le sujet puis initié un mouvement en faveur de l'accouchement non assisté dans leur pays.

## Types
On peut distinguer quatre types d'accouchements non assistés :
- l'accouchement non assisté « inopiné » : l'accouchement se produit bien avant le terme, dans des circonstances non choisies, pendant le transit vers le centre d'accouchement ;
- l'accouchement non assisté « vécu seule » : la femme enceinte décide de donner naissance à son enfant complètement seule ;
- l'accouchement non assisté « vécu en couple » : les parents décident de mettre au monde leur bébé seuls» [3] ;
- l'accouchement non assisté « vécu dans l'intimité » : en présence de proches.

## Motivations
Dans le cas d'un accouchement non assisté inopiné, ce sont les faits qui tranchent, quelles que soient les motivations et intentions des personnes concernées.
Dans les autres cas, les motivations peuvent varier selon les personnes : pudeur, accomplissement personnel, la naissance vue comme le prolongement de la vie maritale, désir de vivre en privé la naissance voulue sacrée, extatique ou orgasmique.
Une femme sur le point d´accoucher peut vouloir faire appel à l´assistance non médicale d´autres personnes pour remplir différents rôles tels qu'un accompagnement spirituel ou une prise en charge des tâches domestiques.

## Préparation et déroulement
La préparation à un accouchement non assisté peut inclure à la fois un suivi médical de grossesse et un apprentissage spécifique (techniques d'accouchement naturel autonome). Dans le cas où la préparation à l'accouchement non assisté ne comprend pas de suivi médical, on parle de grossesse non médicalement assistée.
Le déroulement d'un accouchement non assisté suit le processus physiologique naturel, comme dans le cas de l'accouchement naturel. Les personnes impliquées assument les tâches liées à la naissance.

## Bénéfices
L'accouchement non assisté peut être ressenti comme plus bénéfique pour la mère et l'enfant. L'absence d'un référent vu comme hiérarchique donne à la mère l'entier choix de technique et position à adopter pour son bien être et celui de son enfant.

## Risques sanitaires
Depuis tout temps, un accouchement est un événement où peut se jouer la vie et la santé de la mère et du bébé à naître.
Un accouchement non assisté ne bénéficie pas des services offerts par le monde médical tels que la ventouse obstétricale, les forceps ou la césarienne d'urgence, qui permettent parfois de sauver des vies notamment dans des cas difficiles ou pathologiques, avec des complications telles qu'un bassin de la mère trop étroit, placenta praevia, mauvaise présentation du bébé (présentation podalique, transverse ou de l'épaule), embolie amniotique, pré-éclampsie. Une hémorragie post-partum nécessite aussi l'intervention rapide d'un professionnel ; cette complication qui reste la première cause de décès maternel en France touche 5 à 10 % des acouchées.
Par contre, lors d'un accouchement non assisté, la femme ne risque pas de souffrir de gestes iatrogènes non désirés et sources de doléances par la suite. Sont aussi évitées les conséquences parfois imprévisibles d'interventions médicales délicates telles que la péridurale.